# Mille-Marie Treschow
Mille-Marie Treschow (født 3. april 1954 i Larvik, Vestfold,  død 29. september 2018 ) var en norsk skovejer og forretningskvinde, der indtil sit første ægteskab tilhørte den danske adel.[kilde mangler]

## Familie
Mille-Marie Treschow var datter af brugsejer Gerhard Aage Treschow (1923–2001) og Nanna f. Meidell (f. 1926).
Treschow var gift tre gange. Hun havde to børn sammen med Andreas Stang, som var hendes anden ægtemand. Hun var 2004-2013 gift med erhvervsmanden Stein Erik Hagen. 
Treschow ejede og boede på slottet Fritzøehus slot. Hun sørgede for omfattende restaurering og modernisering af slottet.

## Uddannelse og erhverv
Mille-Marie Treschowt gik på kostskolen Croft House School i Dorset i England. Hun havde eksamen artium fra Norge, og hun havde en MBA fra Schweiz.
Med udgangspunkt i Larvik-området ledede Treschow i årevis en familiekoncern med en omfattende samling af virksomheder. Dette omfatter store skov- og jordejendomme, industri, stenbrud og handel. Hun var eneejer af Treschow-Fritzøe AS, som hun i 1986 overtog efter sin far. Ifølge Tidsskriftet Kapitals liste over rige mennesker var hun i 2012 den femte rigeste kvinde i Norge.
Treschow har også været bestyrelsesmedlem i virksomheden Steen & Strøm ASA.

## Død
Mille-Marie Treschowt sov ind efter længere tids sygdom 29. september 2018. Hun blev 64 år gammel. 